# Petr Koťátko
Petr Koťátko (* 12. ledna 1955, Brno) je český filosof a spisovatel.

## Filosof
Vystudoval Filosofickou fakultu Univerzity J. E. Purkyně v Brně. Poté v letech 1979–1989 působil na Ústavu pro filosofii a sociologii ČSAV (aspirantura, od r. 1983 vědecký pracovník), na Filosofické fakultě Univerzity J. Ev. Purkyně v Brně a na Vysoké škole ekonomické v Praze vyučoval logiku. Od roku 1990 působil ve Filosofickém ústavu AV ČR jako vedoucí oddělení filosofie jazyka a vědy, vyučoval filosofii jazyka na Filosofické fakultě UK, na Pedagogické fakultě UK, na Université de Fribourg (Faculté des Lettres), přednášel na univerzitách v Cambridgi, Londýně, Canterbury, Bristolu, Ženevě, Stockholmu, Uppsale, Helsinkách aj., a byl koordinátorem mezinárodních symposií o analytické filosofii v Karlových Varech. Dále byl v letech 1990–93 tajemníkem Jednoty filosofické a v letech 1993–96 a znovu od roku 2008 členem řídícího výboru The European Society for Analytic Philosophy (ESAP). V roce 2008 získal na FF UK titul profesor a od roku 2010 je hlavním garantem na Univerzitě Jana Amose Komenského v Praze.
Od konce 90. let se ve své práci soustředí především na teorii interpretace. Na toto téma publikoval například stať Interpretace jako sféra vstřícnosti, 2000.

### Vybrané práce
- Význam a komunikace, Petrov, Brno 1998
- Interpretace a subjektivita, Filosofia, Praha 2006

## Spisovatel
V oblasti beletrie Petr Koťátko debutoval knihou povídek Úvod do zoologie (Petrov, 1999). Dále vydal hru Skalka (Větrné mlýny, 2003), krátkou novelu Casanova (Druhé město, 2007) a román pro děti Wormsův svět (pod pseudonymem Petr K.; Druhé město, 2009). Jeho pohádka Anička, mluvící potok a další chovanci ústavu paní Majerové (2019) byla nominována na cenu Magnesia litera v kategorii knih pro děti a mládež.
V jeho tvorbě se částečně promítá jeho filosofické zázemí: používá logické hříčky a vypravěčské komentáře, jimiž zcizuje a interpretuje svůj text. Opakovaně se u něj objevuje téma proměny, které je také ústředním motivem Wormsova světa.

## Rodina
Jeho dcerou a pravidelnou ilustrátorkou jeho knih je výtvarná umělkyně Eva Koťátková, držitelka ceny Jindřicha Chalupeckého za rok 2007.